# يان فـان رالته
يان فـان رالته (بالهولندية: Jan van Raalte)‏ هو لاعب كرة قدم هولندي في مركز الوسط، ولد في 12 أغسطس 1968 في هاتيم في هولندا. لعب مع VV Staphorst ‏.